# جامعة كسلا
جامعة كسلا جامعة حكومية تقع في كسلا بالسودان، وهي إحدى الجامعات السودانية التي أنشئت لتقديم خدمات التعليم العالي لأبناء شرق السودان في مجال الهندسة والطب والتعليم وعلوم الكمبيوتر والاقتصاد والمحاسبة والإدارة. تأسست الجامعة بالقرار الجمهوري رقم (67) الصادر عام 1990 والذي بموجبه قسمت جامعة الشرق إلى ثلاث جامعات هي: جامعة كسلا وجامعة القضارف وجامعة البحر الأحمر.

## الكليات
تتكون جامعة كسلا من الكليات التالية:
- كلية الاقتصاد والعلوم الإدارية.
- كلية الزراعة والموارد الطبيعية.
- كلية الطب.
- كلية علوم الحاسوب وتقانة المعلومات.
- كلية التربية.
- كلية الهندسة.
- كلية التمريض العالي.
- كلية تنمية المجتمع.
- كلية القانون
- كلية العلوم
- كلية الدراسات العليا.

## الدرجات العلمية التي تمنحها الجامعة في كلياتها المختلفة
تُمنح درجة الماجستير في كل من الكليات التالية:
- كلية التربية.
- كلية الاقتصاد.

تُمنح الجامعة البكالوريوس مرتبة الشرف في خمسة سنوات في كل من الكليات التالية:
- كلية الاقتصاد والعلوم الإدارية في التخصصات (الاقتصاد - المحاسبة - الإدارة)
- كلية التربية في التخصصات (تربية ثانية (علمي + أدبي) تربية مرحلة الأساس)
- كلية الزراعة.
- كلية علوم الحاسوب وتقانة المعلومات في التخصصات (علوم الحاسوب - تقانة المعلومات - نظم المعلومات).
- كلية الهندسة
- كلية الطب والعلوم الصحية.

تُمنح درجة البكالوريوس مرتبة الشرف في ست سنوات من كلية الطب.
تُمنح درجة الدبلوم نظام ثلاثة سنوات في كل من:
- كلية تنمية المجتمع.
- علوم الحاسوب وتقانة المعلومات في التخصصات (علوم الحاسوب - علوم الحاسوب ونظم المعلومات).